# Tour de Corse 1987
Il Tour de Corse 1987, valevole come Rally di Francia 1987, è stata la 5ª tappa del mondiale rally 1987. Il rally è stato disputato dal 7 al 9 maggio in Corsica.
Il francese Bernard Béguin si aggiudica il rally distaccando nel podio finale il connazionale Yves Loubet e l'italiano Miki Biasion.

## Dati della prova
| Denominazione ufficiale             | Tour de Corse - Automobile Rallye de France      |
| Tappa N°                            | 5 di 13                                          |
| Edizione N°                         | 31                                               |
| Data manifestazione                 | da giovedì 07/05/1987 a sabato 09/05/1987        |
| Regione ospitante                   | Corsica                                          |
| Superficie                          | Asfalto                                          |
| Piloti iscritti                     | 103                                              |
| Partiti                             | 95                                               |
| Arrivati                            | 35 (36,8 % )                                     |
| Prove                               | 24                                               |
| La più breve                        | 18,40 km (PS12 Folelli - Ste Lucie de Moriani)   |
| La più lunga                        | 31,40 km (PS19 Fango - Partinello)               |
| Velocità media minore               | 72,95 km/h (PS12 Folelli - Ste Lucie de Moriani) |
| Velocità media maggiore             | 98,00 km/h (PS3 Zerubia - Ste Lucie de Tallano)  |
| Lunghezza complessiva tappe         | 618.20 km (45,2% della distanza totale)          |
| Lunghezza complessiva trasferimento | 748,82 km                                        |
| Distanza totale                     | 1,367.02 km                                      |

## Risultati

### Classifica
| Pos | Pilota            | Copilota           | Auto                    | Tempo       | Distacco   | Punti |
| --- | ----------------- | ------------------ | ----------------------- | ----------- | ---------- | ----- |
| 1°  | Bernard Béguin    | Jean-Jacques Lenne | BMW M3                  | 7: 22: 30.0 | 0.0        | 20    |
| 2°  | Yves Loubet       | Jean-Bernard Vieu  | Lancia Delta HF 4WD     | 7: 24: 38.0 | + 2: 08.0  | 15    |
| 3°  | Miki Biasion      | Tiziano Siviero    | Lancia Delta HF 4WD     | 7: 24: 58.0 | + 2: 28.0  | 12    |
| 4°  | Jean Ragnotti     | Pierre Thimonier   | Renault 11 Turbo        | 7: 25: 19.0 | + 2: 41.0  | 10    |
| 5°  | François Chatriot | Michel Périn       | Renault 11 Turbo        | 7: 27: 05.0 | + 4: 35.0  | 8     |
| 6°  | Marc Duez         | Georges Biar       | BMW M3                  | 7: 37: 58.0 | + 15: 28.0 | 6     |
| 7°  | Carlos Sainz      | Antonio Boto       | Ford Sierra RS Cosworth | 7: 41: 16.0 | + 18: 46.0 | 4     |
| 8°  | Didier Auriol     | Bernard Occelli    | Ford Sierra RS Cosworth | 7: 44: 16.0 | + 21: 46.0 | 3     |
| 9°  | Alain Oreille     | Sylvie Oreille     | Renault 11 Turbo        | 7: 50: 08.0 | + 27: 38.0 | 2     |
| 10° | Laurent Poggi     | Jean-Paul Chiaroni | Volkswagen Golf GTI     | 7: 44: 16.0 | + 27: 38.0 | 1     |

### Prove speciali
| Giorno                | Prova | Nome                              | Lunghezza | Vincitore      | Tempo    | V. media   | Leader del rally |
| --------------------- | ----- | --------------------------------- | --------- | -------------- | -------- | ---------- | ---------------- |
| Frazione 1 (7 maggio) | PS1   | Ancien Penit. Colti - Albitreccia | 31,00 km  | Bernard Béguin | 20: 50.0 | 89.28 km/h | Bernard Béguin   |
| Frazione 1 (7 maggio) | PS2   | Petreto - Aullene                 | 20,00 km  | Bernard Béguin | 13: 48.0 | 86.96 km/h | Bernard Béguin   |
| Frazione 1 (7 maggio) | PS3   | Zerubia - Ste Lucie de Tallano    | 24,20 km  | Jean Ragnotti  | 14: 49.0 | 98.00 km/h | Bernard Béguin   |
| Frazione 1 (7 maggio) | PS4   | Levie - Sotta                     | 26,40 km  | Bernard Béguin | 17: 25.0 | 90.95 km/h | Bernard Béguin   |
| Frazione 1 (7 maggio) | PS5   | Aullene - Zicavo                  | 25,30 km  | Claude Balesi  | 18: 43.0 | 81.10 km/h | Yves Loubet      |
| Frazione 1 (7 maggio) | PS6   | Muracciole - Pont de Noceta       | 21,00 km  | Bernard Béguin | 14: 32.0 | 86.70 km/h | Yves Loubet      |
| Frazione 1 (7 maggio) | PS7   | Col de San Quillico - Carticasl   | 26,60 km  | Bruno Saby     | 20: 15.0 | 78.81 km/h | Yves Loubet      |
| Frazione 1 (7 maggio) | PS8   | San Lorenzo - Ponte Leccia        | 28,40 km  | Bruno Saby     | 20: 35.0 | 82.79 km/h | Yves Loubet      |
| Frazione 1 (7 maggio) | PS9   | Canavaggia - Borgo                | 29,10 km  | Bernard Béguin | 21: 22.0 | 81.72 km/h | Yves Loubet      |
|                       |       |                                   |           |                |          |            | Yves Loubet      |
| Frazione 2 (8 maggio) | PS10  | St Florent - Col San Stefano      | 26,80 km  | Jean Ragnotti  | 20: 53.0 | 77.00 km/h | Yves Loubet      |
| Frazione 2 (8 maggio) | PS11  | Barchetta - Silvareccio           | 30,90 km  | Jean Ragnotti  | 23: 38.0 | 78.45 km/h | Bernard Béguin   |
| Frazione 2 (8 maggio) | PS12  | Folelli - Ste Lucie de Moriani    | 18,40 km  | Jean Ragnotti  | 15: 08.0 | 72.95 km/h | Bernard Béguin   |
| Frazione 2 (8 maggio) | PS13  | Moriani Piage - Orsoni            | 20,10 km  | Jean Ragnotti  | 15: 05.0 | 79.96 km/h | Bernard Béguin   |
| Frazione 2 (8 maggio) | PS14  | Tallone - Feo                     | 29,80 km  | Didier Auriol  | 21: 32.0 | 83.03 km/h | Bernard Béguin   |
| Frazione 2 (8 maggio) | PS15  | Corte - Taverna                   | 26,80 km  | Bernard Béguin | 17: 04.0 | 94.22 km/h | Bernard Béguin   |
| Frazione 2 (8 maggio) | PS16  | Moltifao - Piogglola              | 28,50 km  | Bernard Béguin | 18: 14.0 | 93.78 km/h | Bernard Béguin   |
| Frazione 2 (8 maggio) | PS17  | Corbora - Calenzana               | 23,17 km  | Bernard Béguin | 14: 31.0 | 97.96 km/h | Bernard Béguin   |
|                       |       |                                   |           |                |          |            | Bernard Béguin   |
| Frazione 3 (9 maggio) | PS18  | De la Serra - Pt des Cinque Arc   | 28,70 km  | Jean Ragnotti  | 18: 08.0 | 94.96 km/h | Bernard Béguin   |
| Frazione 3 (9 maggio) | PS19  | Fango - Partinello                | 31,40 km  | Jean Ragnotti  | 23: 03.0 | 81.74 km/h | Bernard Béguin   |
| Frazione 3 (9 maggio) | PS20  | Fango - Partinello                | 21,60 km  | Bernard Béguin | 16: 32.0 | 78.39 km/h | Bernard Béguin   |
| Frazione 3 (9 maggio) | PS21  | Plaine de Peri - Casaglione       | 26,50 km  | Jean Ragnotti  | 18: 47.0 | 84.65 km/h | Bernard Béguin   |
| Frazione 3 (9 maggio) | PS22  | Ste Marie Sicche - Moca           | 23,90 km  | Jean Ragnotti  | 17: 22.0 | 82.57 km/h | Bernard Béguin   |
| Frazione 3 (9 maggio) | PS23  | Bicchissano - Fillitosa           | 22,10 km  | Jean Ragnotti  | 15: 25.0 | 86.01 km/h | Bernard Béguin   |
| Frazione 3 (9 maggio) | PS24  | Fillitosa - Agosta Plage          | 27,00 km  | Jean Ragnotti  | 18: 20.0 | 88.36 km/h | Bernard Béguin   |